# Melksoep van Kappel

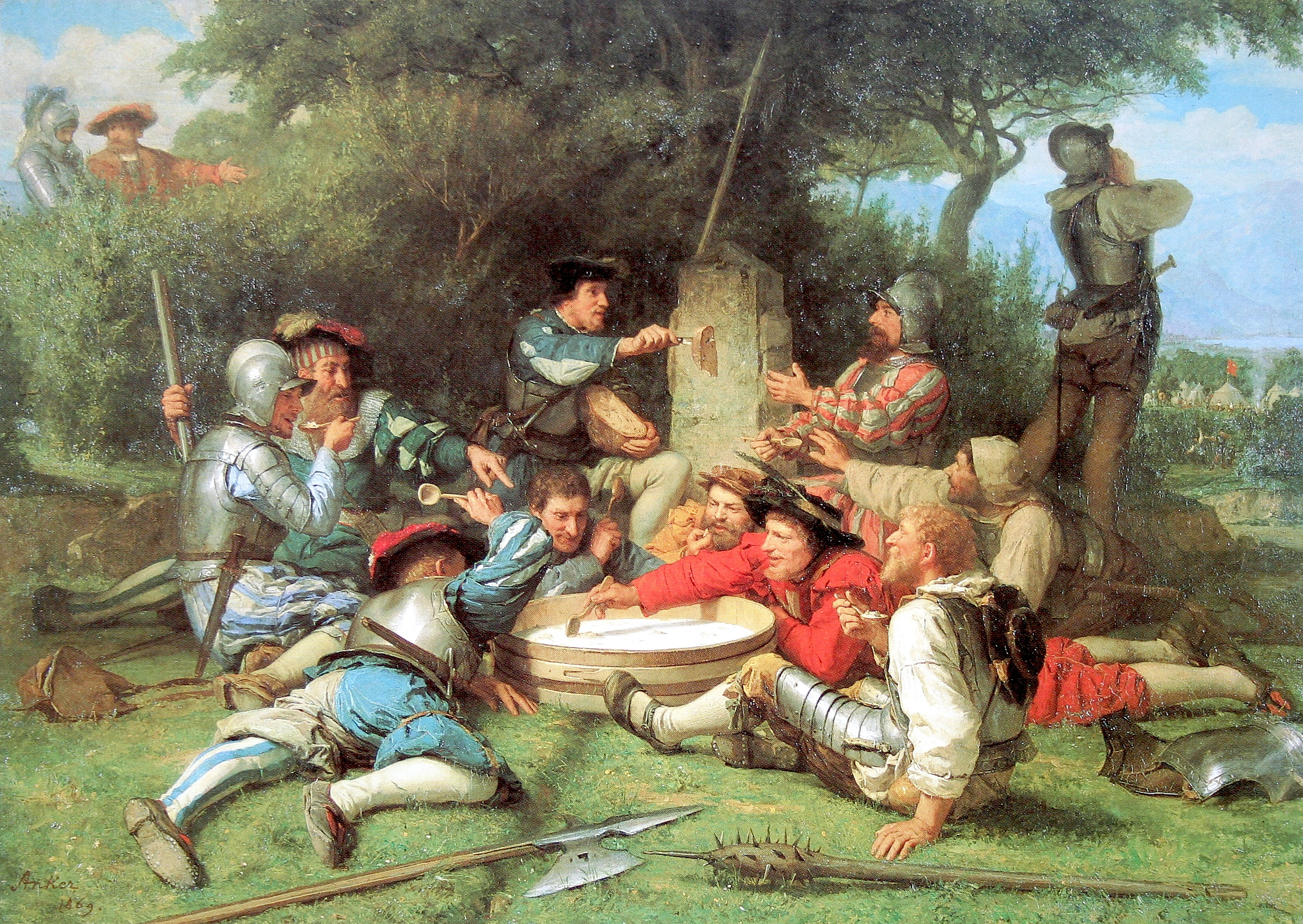
La soupe au lait de Kappel, schilderij van Albert Anker, 1869.

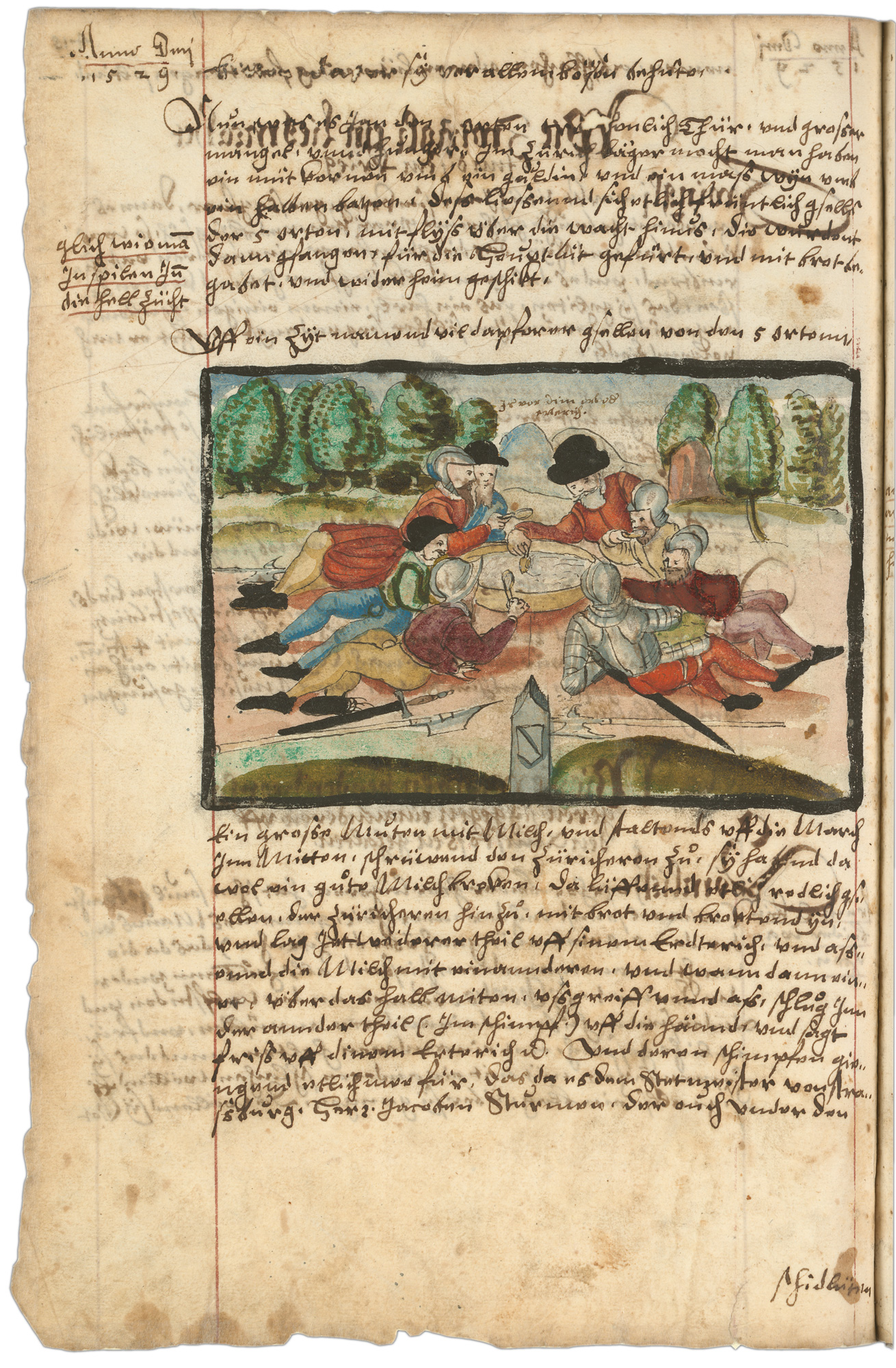
Fragment uit het kroniek van Heinrich Thomann, 1606.

De melksoep van Kappel (Frans: soupe au lait de Kappel; Duits: Kappeler Milchsuppe) is een Zwitserse legende die de neutraliteit van Zwitserland symboliseert. Ze maakt deel uit van de stichtingsmythes van Zwitserland.

## Verhaal
Op 8 juni 1529 verklaarde het protestantse kanton Zürich de oorlog aan vijf katholieke kantons. De protestantse troepen marcheerden naar het dorpje Kappel am Albis, dat op de grens ligt van het kanton Zürich en het kanton Zug.
Tijdens de Eerste Kappeleroorlog zetten de soldaten van beide legers een ketel gevuld met melk op de kantonnale grens tussen Zürich en Zug, waarna de soldaten stukken brood dompelden in de ketel melk. Dit gebeurde terwijl de generaals van beide legers aan het onderhandelen waren over een vreedzame oplossing van het conflict. Zowel de protestantse als de katholieke soldaten aten broederlijk naast elkaar van het brood en de soep.
Jean-Jacques Sturmen, de burgemeester van Straatsburg, die als arbiter was aangesteld om te bemiddelen in het conflict, zou zich hebben laten ontvallen: "Vous, Confédérés, vous êtes d'étranges gens; quand même vous avez noise ensemble, vous restez pourtant unis, et n'oubliez jamais la vieille amitié."